# Aphaenogaster sinensis
Aphaenogaster sinensis är en myrart som beskrevs av Wheeler 1928. Aphaenogaster sinensis ingår i släktet Aphaenogaster och familjen myror. Inga underarter finns listade i Catalogue of Life.